# 1252 km (obwód królewiecki)
1252 km (ros. 1252 км) – przystanek kolejowy w miejscowości Prudy, w rejonie gwardiejskim, w obwodzie królewieckim, w Rosji. Położony jest na linii Czernyszewskoje – Królewiec.